# Ali Şaşal Vural
Ali Şaşal Vural (* 10. července 1990 Smyrna) je turecký profesionální fotbalový brankář, který chytá za turecký klub Sivasspor.

## Klubová kariéra
V Turecku působil v seniorském fotbale v klubech Altay SK (v letech 2009–2014), Eskişehirspor (2014–2016) a Sivasspor (od 2016).